# Haut Conseil du financement de la protection sociale
Le Haut Conseil du financement de la protection sociale (ou HCFiPS) est une commission consultative française placée sous l'autorité du Premier ministre. Elle a été créée par un décret du 20 septembre 2012, afin de conduire des travaux sur les moyens d'assurer, pour la protection sociale, un financement pérenne, compatible avec les impératifs de solidarité et d'équilibre des finances sociales, dans le respect de la trajectoire des finances publiques.

## Missions
Ses quatre grandes missions sont :
1. dresser un état des lieux du système de financement de la protection sociale, analyser ses caractéristiques et ses changements[2] ;
2. évaluer les évolutions possibles de ce système de financement[2] ;
3. examiner l'efficacité des règles de gouvernance et d'allocation des recettes de l'ensemble du système de protection sociale de manière à assurer son équilibre pérenne[2] ;
4. formuler, le cas échéant, des recommandations et des propositions de réforme[2].